# Тажеранит
Тажерани́т — редкий минерал состава (Zr,Ti,Ca)O2-x кубической сингонии. Назван по месту обнаружения — Тажеранской степи (Ольхонский район Иркутской области). Искусственный аналог — фианит.
Обнаружен и описан в 1966 году геологом А. А. Коневым в породах тажеранского интрузивного массива, расположенного на западном берегу озера Байкал, в десяти километрах от бухты Ая, в районе мыса Улан-Нур.

## Свойства
Твёрдый минерал, имеющий оранжевый или красноватый цвет. Образует мелкие неправильной формы зёрна размером до 1.5 мм. Иногда каёмкой окружает зёрна кальциртита. По химическому составу близок к кальциртиту, но изотропный. Тажеранит встречается также в лиловых и серых шпинель-форстеритовых кальцифирах. Спайность отсутствует, излом неровный, сведений о дисперсии нет. Имеет дефекты ионной упаковки в кристаллической решётке (не хватает одного атома кислорода), что нехарактерно для минералов естественного происхождения.

## Месторождения
Минерал обнаружен в Сибири (Прибайкалье), Мексике (Чиуауа), на юго-востоке Бразилии, в Швеции.

## Применение
Минерал очень редкий, а размер зёрен обычно составляет десятые доли миллиметра и не превышает 1.5 мм, поэтому тажеранит в ювелирном деле не используется. Оказался очень интересным материалом для научных исследований. Ценный коллекционный минерал.